# Olivia Hussey
Olivia Hussey (născută Olivia Osuna; n. 17 aprilie 1951, Buenos Aires, Argentina – d. 27 decembrie 2024, Burbank, California, SUA) a fost o actriță de film britanică.

## Filmografie
- 1968 Romeo și Julieta  (Romeo e Giulietta / Romeo and Juliet), regia Franco Zeffirelli
- 1973 Orizontul pierdut (Lost Horizon), regia Charles Jarrott
- 1977  Iisus din Nazaret - regia Franco Zefirelli, rolul ei: Maria, mama lui Iisus
- 1978 Moarte pe Nil (Death on the Nile), regia John Guillermin
- 1980 Virus
- 1982 Ivanhoe

## Legături externe
- Olivia Hussey la Internet Movie Database